# Peperomia chigorodoana
Peperomia chigorodoana är en pepparväxtart som beskrevs av Truman George Yuncker. Peperomia chigorodoana ingår i släktet peperomior, och familjen pepparväxter. Inga underarter finns listade i Catalogue of Life.